# 圣马丁-德托斯
圣马丁-德托斯（西班牙語：San Martín de Tous），是西班牙加泰罗尼亚巴塞罗那省的一个市镇。总面积38.84平方公里，总人口1184人（2013年），人口密度30.5人/平方公里。